# Słowenia na Mistrzostwach Świata w Lekkoatletyce 2009
Słowenia na Mistrzostwach Świata w Lekkoatletyce 2009 – reprezentacja Słowenii podczas czempionatu w Berlinie liczyła 13 zawodników. Jedyny medal, złoty, zdobył Primož Kozmus w rzucie młotem. Był to pierwszy tytuł mistrza świata dla reprezentanta Słowenii.

## Medale
- Primož Kozmus –  złoty medal w rzucie młotem

## Występy reprezentantów Słowenii

### Mężczyźni
| Konkurencja                   | Zawodnik        | Eliminacje | Eliminacje | Ćwierćfinał   | Ćwierćfinał   | Półfinał      | Półfinał      | Finał         | Finał         |
| Konkurencja                   | Zawodnik        | Wynik      | Poz.       | Wynik         | Poz.          | Wynik         | Poz.          | Wynik         | Poz.          |
| ----------------------------- | --------------- | ---------- | ---------- | ------------- | ------------- | ------------- | ------------- | ------------- | ------------- |
| Bieg na 100 m                 | Matic Osovnikar | 10,52      | 51.        | Nie awansował | Nie awansował | Nie awansował | Nie awansował | Nie awansował | Nie awansował |
| Maraton                       | Roman Kejžar    |            |            |               |               |               |               | 2:20:25 SB    | 42.           |
| Bieg na 3000 m z przeszkodami | Boštjan Buč     | 8:40,56    | 27.        |               |               |               |               | Nie awansował | Nie awansował |

| Konkurencja    | Zawodnik          | Kwalifikacje | Kwalifikacje | Finał         | Finał         |
| Konkurencja    | Zawodnik          | Wynik        | Poz.         | Wynik         | Poz.          |
| -------------- | ----------------- | ------------ | ------------ | ------------- | ------------- |
| Skok o tyczce  | Jurij Rovan       | 5,40         | 26.          | Nie awansował | Nie awansował |
| Pchnięcie kulą | Miroslav Vodovnik | 20,22 SB     | 8.           | 20,50 SB      | 8.            |
| Rzut młotem    | Primož Kozmus     | 77,55        | 5.           | 80,84 SB      | 1.            |

### Kobiety
| Konkurencja    | Zawodniczka  | Eliminacje | Eliminacje | Ćwierćfinał    | Ćwierćfinał    | Półfinał       | Półfinał       | Finał          | Finał          |
| Konkurencja    | Zawodniczka  | Wynik      | Poz.       | Wynik          | Poz.           | Wynik          | Poz.           | Wynik          | Poz.           |
| -------------- | ------------ | ---------- | ---------- | -------------- | -------------- | -------------- | -------------- | -------------- | -------------- |
| Bieg na 200 m  | Pia Tajnikar | 11,88      | 39.        | Nie awansowała | Nie awansowała | Nie awansowała | Nie awansowała | Nie awansowała | Nie awansowała |
| Bieg na 200 m  | Sabina Veit  | 23,77      | 36.        |                |                | Nie awansowała | Nie awansowała | Nie awansowała | Nie awansowała |
| Bieg na 1500 m | Sonja Roman  | 4:08,65    | 13.        |                |                | 4:07,10        | 10.            | Nie awansowała | Nie awansowała |

| Konkurencja    | Zawodniczka   | Kwalifikacje | Kwalifikacje | Finał          | Finał          |
| Konkurencja    | Zawodniczka   | Wynik        | Poz.         | Wynik          | Poz.           |
| -------------- | ------------- | ------------ | ------------ | -------------- | -------------- |
| Skok w dal     | Nina Kolarič  | 6,00         | 35.          | Nie awansowała | Nie awansowała |
| Trójskok       | Snežana Rodić | 13,92        | 19.          | Nie awansowała | Nie awansowała |
| Trójskok       | Marija Šestak | 13,69        | 25.          | Nie awansowała | Nie awansowała |
| Rzut oszczepem | Martina Ratej | 63,42 SB     | 3.           | 57,57          | 11.            |